# غلوريا ماريا
غلوريا ماريا (بالبرتغالية: Glória Maria‏) هي صحفية برازيلية، ولدت في 15 أغسطس 1949 في ريو دي جانيرو في البرازيل.

## وصلات خارجية
- غلوريا ماريا على موقع IMDb (الإنجليزية)